# 스틸 마이 하트
스틸 마이 하트(すてい～るｍｙはあと, 스티이~루 마이 하아토)는 팔레트의 2010년 어덜트 게임 작품이다.

## 줄거리
주인공은 늦은 밤 날 잊은 숙제를 가지러 교실에 들어갔다가 한 괴도를 목격하고 정신없이 이끌린 후에 그가 동급생인 '모모치 아에카'임을 알게 된다. 그러나 모모치는 주인공의 기억을 지우게 되고 그 이후 갑자기 그 기억이 다시 떠오르게 된다....

## 등장인물
- 주인공 :
- 모모치 아에카 : 괴도. 모모치 일족의 대원.
- 샤를로트 브란슈 : 프랑스에서 온 외국인. 그녀의 루트에서는 마법 아이탬을 사용하여 주인공을 하인으로 부린다.
- 이즈미 시노부 : 위원장.
- 코바야시 레이카 : 주인공의 언니이자 반의 교사. 주인공에 대한 애정이 투철하다.